# Ewelina Dązbłaż
Ewelina Dązbłaż (ur. 21 grudnia 1981 w Rzeszowie) – polska siatkarka występująca na pozycji środkowej. Po sezonie 2008/2009 zakończyła karierę.

## Sukcesy
- IV miejsca Mistrzostw Polski juniorek z Zelmerem Rzeszów (Łódź, 2000 r.)
- awans z Dalinem Myślenice do serii A